# خوان فاريلا
خوان فاريلا (بالإسبانية: Juan Varela Simó)‏ هو رسام إسباني، ولد في 1950 في مدريد في إسبانيا.